# Perizoma brunneopicta
Perizoma brunneopicta är en fjärilsart som beskrevs av Paul Dognin 1913. Perizoma brunneopicta ingår i släktet Perizoma och familjen mätare. Inga underarter finns listade i Catalogue of Life.